# Hrabstwo Licking
Hrabstwo Licking (ang. Licking County) – hrabstwo w stanie Ohio w Stanach Zjednoczonych. Obszar całkowity hrabstwa obejmuje powierzchnię 688,38 mil2 (1 782,91 km²). Według danych z 2010 r. hrabstwo miało 166 492 mieszkańców. Hrabstwo powstało 1 marca 1808 roku, a jego nazwa pochodzi od lizawek solnych (ang. salt licks).

## Sąsiednie hrabstwa
- Hrabstwo Knox (północ)
- Hrabstwo Coshocton (północny wschód)
- Hrabstwo Muskingum (wschód)
- Hrabstwo Perry (południowy wschód)
- Hrabstwo Fairfield (południowy zachód)
- Hrabstwo Franklin (zachód)
- Hrabstwo Delaware (północny zachód)

## Miasta
- Heath
- Newark
- New Albany
- Pataskala
- Reynoldsburg

## Wioski
- Alexandria
- Granville
- Gratiot
- Hanover
- Hartford
- Hebron
- Johnstown
- Kirkersville
- St. Louisville
- Utica

## CDP
- Beechwood Trails
- Brownsville
- Etna
- Granville South
- Harbor Hills
- Marne